# Ken’ichi Suzumura
Ken’ichi Suzumura (jap. 鈴村 健一 Suzumura Ken’ichi; ur. 12 września 1974 w prefekturze Niigata) – japoński seiyū, aktualnie współpracujący z agencją Arts Vision. Zadebiutował rolą Morleya w anime Macross 7. Przyjaźni się z Takahiro Sakurai oraz z Hiroki Takahashi. Obecnie należy do grupy STA MEN wraz z Junichi Suwabe, Daisuke Kishio, Hiroki Takahashi, Hiroyuki Yoshino, Makoto Yasumura i Kōsuke Toriumi. Ma dwójkę rodzeństwa – młodszego brata Masakiego oraz siostrę Shizukę. W 2008 roku wygrał w drugiej edycji konkursu Seiyu Awards w kategorii 'Najlepsza radiowa osobowość'. Wraz z Takahiro Sakurai stworzył zespół o nazwie R-16 i wydał 2 single.
8 sierpnia 2011 Suzumura poślubił japońską seiyū i piosenkarkę, Maayę Sakamoto.

## Role
- Ryutaros w Kamen Rider Den-O
- Dietrich von Lohengrin w Trinity Blood
- Yūichi Ezaki w Hanbun no Tsuki ga Noboru Sora
- Shirō Kamui w X/1999
- Kyoichi Kanzaki w Boys Be
- Rakushun w The Twelve Kingdoms
- Wakabayashi Genzô w Captain Tsubasa ROAD to 2002
- Shiki Tohno w Shingetsutan Tsukihime
- Shinichirou Isumi w Hikaru no Go
- Hikaru Hitachiin w Ouran High School Host Club
- Shinn Asuka w Gundam Seed Destiny
- Kouichi Kimura w Digimon Frontier
- Gippal w Final Fantasy X-2
- Shin Kudo w Macross Zero
- Junpei Manaka w Ichigo 100%
- Zack w Last Order: Final Fantasy VII, Final Fantasy VII: Advent Children, Crisis Core: Final Fantasy VII
- Demyx w Kingdom Hearts II
- Leo Stenbuck w Zone of the Enders: The 2nd Runner
- Rudy Roughnight w Wild Arms: Alter Code F (jedynie wersja japońska)
- Senel Coolidge w Tales of Legendia
- Darc w Arc the Lad: Twilight of the Spirits
- Taki Shunsuke w Gakuen Heaven
- Eiji Shigure w Gravion
- Eiji Shigure w Gravion Zwei
- Atori w Noein - to your other self
- Wataru Fujii w Only the Ring Finger Knows (Drama CD)
- Sougo Okita w Gintama
- Hiroki Segawa w Witchblade
- Lavi w D.Gray-man
- Kairi Okayasu w Brzoskwinia
- Atsuro Kiryuu w Kaikan Phrase
- Fuge no Maya w Saint Beast
- Ayumu Narumi w Spiral: Suiri no Kizuna
- Shin Sawada w Gokusen
- Suzaku w Shounen Onmyouji
- Matt w PaRappa Rappa
- Utakata w Naruto
- Soular/Shun Minami w Fresh Pretty Cure!
- George Ushiromiya w Umineko no Naku Koro ni
- Atsushi Murasakibara  w Kuroko no Basket